# Святая Шушаник

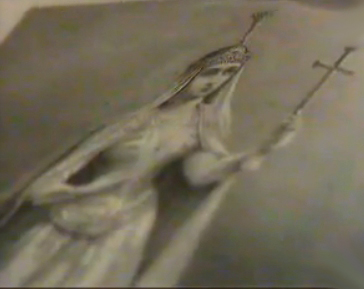
Изображение святой царицы Шушаник, основанное на древнегрузинских фресках. Сабинин, 1882 год.

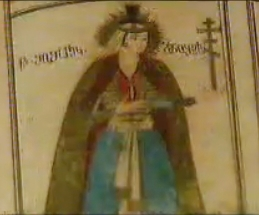
Самое раннее изображение святой царицы Шушаник.

Шушани́к (арм. Շուշանիկ; груз. შუშანიკი, ок. 440 – 475) — дочь военачальника Армении Вардана, жена питиахша Южного Картли Варскена. Почитается как мученица Грузинской православной и Армянской апостольской церквями (как Сусанна Ранская или Сусанна Грузинская) 10 сентября.

## Житие
Её жизнь известна главным образом из сочинения «Мученичество святой царицы Шушаник» (первого памятника грузинской литературы), составленного её духовником Яковом Цуртавели, непосредственным очевидцем событий. Как повествует житие святой, в 466 году её муж, противостоявший объединительной политике царя Вахтанга Горгасали, отправился в Персию искать поддержки у шаха Пероза. Ради союза с шахом Варскен заключил новый брак с его дочерью, отрёкся от христианства, принял зороастризм и пообещал обратить в новую веру первую жену и детей.
По возвращении Варскен узнал, что Шушаник, узнавшая о решении мужа от гонцов, уже три дня не выходит из кельи, непрестанно молясь о спасении душ своих детей. Разгневанный правитель сначала уговорами, а затем силой пытался заставить её вернуться во дворец; Шушаник согласилась выйти из кельи, поддавшись на уговоры родственников и не желая устраивать кровопролития. Через два дня Варскен устроил пир, на котором с помощью родственников пытался убедить её отречься от старой веры, но не добившись желаемого, жестоко избил жену, заковал в кандалы и заточил в одной из комнат дворца. О заключённой заботились священники, тайно принося ей воду и пищу.
Во время Великого поста, когда Варскен отправился в поход против гуннов, Шушаник была освобождена из заточения и поселилась в келье подле церкви в полной темноте. Вернувшись с войны и узнав о её приверженности христианству, муж протащил Шушаник волоком по специально набросанным колючкам от церкви до дворца и подверг жесточайшим истязаниям. Так и не сумев добиться от неё отречения, Варскен приказал навечно заточить её в темницу.
За шесть лет пребывания в темнице Шушаник, измождённая пытками, кандалами, поклонами и стоянием на ногах, стала, по выражению агиографа, «духовной цевницей». К ней приходили со всего Картли, и каждый по молитвам святой получал просимое; Яков Цуртавели упоминает многочисленные чудеса, совершённые Шушаник ещё при жизни. На седьмой год заключения Шушаник тяжело заболела и преставилась в день святых Косьмы и Дамиана (17 октября). Мощи мученицы с большими почестями были вынесены из крепости и похоронены возле церкви (по легенде — в храме Метехи). Относительно точной даты мученичества святой единого мнения нет; 475 год реконструируется по косвенным сведениям.
Написанное Яковом Цуртавели житие царицы создано в период между 476—483 годами, так как в нём ничего не говорится о казни Варскена святым царем Вахтангом Горгасали (483 год), что было бы логичным завершением истории святой. Оно известно в нескольких редакциях (8 пространных и одна краткая редакция жития датируются XVII—XIX веками) и в армянской версии (также несколько редакций).